# Rhodophyta incertae sedis
Rhodophyta ordo incertae sedis, su red rodova nesigurnog položaja unutar divizije crvenih alga koji nisu klasificirani jednoj nižoj sistematskoj jedinici, razredu ili redu. U nju je uklječeno pet imenovanih porodica i 24 roda sa 72 vrste 
. 

## Porodice
- Familia †Calcifoliaceae Termier 1 vrsta
  - †Falsocalcifolium Vachard & P.Cózar 1 vrsta
- Familia †Gymnocodiaceae G.F.Elliott 4 vrste
  - Permocalculus G.F.Elliott 3 vrste
  - Tauridium Güvenç 1 vrsta
- Familia Pterocladiophilaceae K.-C.Fan & Papenfuss  11 vrsta
  - Gelidiocolax N.L.Gardner  8 vrsta
  - Holmsella Sturch 2 vrste
  - Pterocladiophila K.-C.Fan & Papenfuss 1 vrsta
- Familia Rhodophyta familia incertae sedis 50 vrsta
  - Allogonium Kützing  3 vrste
  - Buthotrephis J.Hall 13 vrsta
  - Chalicostroma Weber-van Bosse 1 vrsta
  - Cornutula Korde 2 vrste
  - Demidella Shuysky 1 vrsta
  - Diversocallis O.Dragastan  2 vrste
  - Enigma Weber-van Bosse   2 vrste
  - Erbinia Korde 1 vrsta
  - Filaria Korde 4 vrste
  - Kadvoya Korde 1 vrsta
  - Kordephyton Radugin & M V.Stepanova 3 vrste
  - Kundatia Korde 1 vrsta
  - Leveilleites Foerste 1 vrsta
  - Mucilina Korde 1 vrsta
  - Palikiella G.Claus ex Drouet 2 vrste
  - Paraconophyton Y.Z.Liang & R.C.Tsao 1 vrsta
  - Perinema Weber-van Bosse   1 vrsta
  - Pseudoanthos Korde 1 vrsta
  - Reingardia Perestenko  1 vrsta
  - Rhododiplobia Kirkpatrick  1 vrsta
  - Sergilia Korde 2 vrste
  - Shujana Korde 1 vrste
  - Visheraia Korde 1 vrsta
  - Wahpia C.Walcott 3 vrste
- Familia †Sajaniaceae Vologdin 1 vrsta
  - Sajania Vologdin  1 vrsta
- Familia †Ungdarellaceae Maslov 5 vrsta
  - Suundukella Tchuvashov & Anfimov 1 vrsta
  - Ungdarella Maslov ex Korde 2 vrste
  - Ungdarelloides Tchuvashov & Anfimov 1 vrsta
  - Urtasimella Tchuvashov & Anfimov 1 vrsta